# Xacrisabez
Xacrisabez (em usbeque: Shahrisabz; em tajique: Шаҳрисабз; em russo: Шахрисабз; romaniz.: Shakhrisabz; em persa: شهر سبز‎; romaniz.: Shahr-e Sabz, "cidade verde") é uma cidade do sul do Usbequistão, situada na província de Casca Dária. No passado conhecida como Qués (Keš) ou Quis (Kiš), foi em tempos uma das cidades  mais importantes da Ásia Central e de Soguediana, uma província do Império Aqueménida da Pérsia. Atualmente é conhecida principalmente como terra natal de Tamerlão, o conquistador turco-mongol do século XIV. Desde 2000 que o seu centro histórico está classificado como Património Mundial.
Situa-se 85 km a sul de Samarcanda, 105 km a leste de Carxi e 390 km a sudoeste de Tasquente (distâncias por estrada). Tem 32,3 km² de área e em 2020 tinha 139 113 habitantes.

## História
Xacrisabez, outrora chamada Qués (Keš) ou Quis (Kiš) e que possivelmente é a Nautaca referida nas fontes gregas, é uma das cidades mais antigas da Ásia Central, tendo sido fundada há mais de 2 700 anos. Fez parte do Império Aqueménida entre os séculos VI e IV a.C., um período em que foi um centro urbano importante de Soguediana. A renovação das muralhas da cidade é mencionada em documentos do período aqueménida tardio.
Foi em Nautaca que Ptolemeu I Sóter, general de Alexandre, o Grande, capturou Besso, o sátrapa da Báctria e pretendente ao trono persa, o que marcou o fim definitivo do Império Aqueménida. Alexandre escolheu a região para passar os invernos e ali conheceu a sua esposa Roxana em 328−327 a.C. Entre 567 e 658 d.C., os governantes de Qués foram tributários dos canatos goturco e turco ocidental. Em 710, a cidade foi conquistada pelos árabes e depois da conquista mongol do Império Corásmio no século XIII, a região ficou sob o controlo da tribo Barlas, cujas linhagens parecem estar todas associadas à região.
Tamerlão (Timur) nasceu em Qués em 1336, na família dum chefe local menor da tribo Barlas, e durante os primeiros anos da Dinastia Timúrida a cidade foi muito patrocinada. Tamerlão via-a como a sua cidade natal e chegou a planear lá construir o seu túmulo. Porém, durante o seu reinado o centro político e económico do império moveu-se para Samarcanda. Segundo a lenda, o cã xaibânida de Bucara Abedalá Cã II (r. 1583–1598) destruiu Qués num acesso de raiva por os seu cavalo ter morrido de exaustão numa subida íngreme para a cidade, mas depois ficou com muitos remorsos pelos estragos que causou.[carece de fontes?]  A cidade lutou por autonomia sob o domínio de Bucara e em 1870 os russos ajudaram o emir de Bucara a conquistar a cidade.[carece de fontes?]

## Centro histórico
Os monumentos construídos durante a Dinastia Timúrida estão na origem da classificação como Património Mundial do centro histórico de Xacrisabez. No entanto, a destruição de grandes áreas da parte medieval da cidade em 2015 para construir um parque e infraestruturas turísticas originaram preocupações da UNESCO e a inclusão do sítio "Centro Histórico de Xacrisabez" na lista do Património Mundial em perigo.

### Aq-Saray
Também grafado Ak Saray ou, em usbeque, Oqsaroy (literalmente "Palácio Branco"), este palácio foi provavelmente a obra mais grandiosa que mandada construir por Tamerlão. A sua construção foi iniciada em 1380 por artesãos de todo o seu império, nomeadamente da recém-conquistada Corásmia,[carece de fontes?] e só terminou em 1404, pouco antes da morte de Tamerlão. Atualmente está em ruínas e praticamente só resta um ivã (portal), cuja arcada que o cobria originalmente já não existe, flanqueado por duas torres cilíndricas parcialmente em ruínas. Em rigor, há dois portais sucessivos, um de maiores dimensões, com 22 metros de largura que é contíguo a outro, mais estreito e mais baixo, com 13 metros de largura. O portal maior tem 30 a 44 metros de altura. Estima-se que originalmente o portal tivesse 50 metros de altura e as torres laterais entre 60 e 70 metros.
Parte do aspeto original do palácio é conhecida através do que acerca dele escreveu Ruy González de Clavijo, embaixador de Henrique III de Castela na corte de Tamerlão em 1403 e 1404, e das memórias de Babur (Baburnama), escritas um século depois. O portal era coberto de decorações em azulejos, hoje parcialmente visíveis, algumas com os nomes de Maomé e de Alá escritos em cúfico quadrado. Segundo Clavijo, o portal era a entrada do palácio, enquanto que segundo Babur, era o local onde Tamerlão realizava as suas audiências. A descrição de Clavijo dá conta da sua escala monumental do palácio, que tinha vários pátios, galerias e salas. O embaixador espanhol descreveu a longa e alta entrada, com arcos laterais de tijolo cobertos de azulejos coloridos, e a área principal do palácio, o pátio principal, que tinha um grande tanque e era rodeado de salas ricamente decoradas. Havia também uma sala "espaçosa e luxuosa", que dava para um grande jardim com árvores de fruto, onde Tamerlão passava o tempo com mulheres do harém e fazia festas. Segundo Clavijo, o pátio traseiro tinha "300 passos", que se estima corresponderem a cerca de 16 000 m² de área.
As dimensões impressionantes do palácio são caraterísticas da função política da arquitetura timúrida. Numa inscrição da parte superior do portal, lê-se em grandes letras "Se desafias o (ou duvidas do) nosso poder, olha para os nossos edifícios". O palácio foi destruído na segunda metade do século XVI pelo cã de Bucara Abedalá II. A destruição fez parte da tentativa de eliminação da memória dos timúridas por parte dos xaibânida. Ao contrário do que acontece com a maior parte dos principais monumentos do Usbequistão, nomeadamente os timúridas, que foram objeto de grandes obras de restauro cuja autenticidade pode ser questionada, o Aq-Saray teve poucas obras de restauro, pelo que é um dos únicos locais onde pode ser apreciada a arquitetura timúrida genuína e ver algumas diferenças entre as partes restauradas e as originais, se bem que arruinadas.
Em frente ao portal monumental há uma estátua moderna gigantesca de Tamerlão. Atrás da entrada do palácio foi reconstruída uma parte da muralhas de adobe da cidade, que originalmente tinham pelo menos 8 metros de espessura e 11 metros altura e uma torre a cada 50 metros. Desde os últimos anos da década de 2010, senão antes, muitas construções encostadas às muralhas foram demolidas para permitir a reconstrução de outros tramos das muralhas, um processo integrado no plano de embelezamento da cidade que em 2019 ainda decorria.

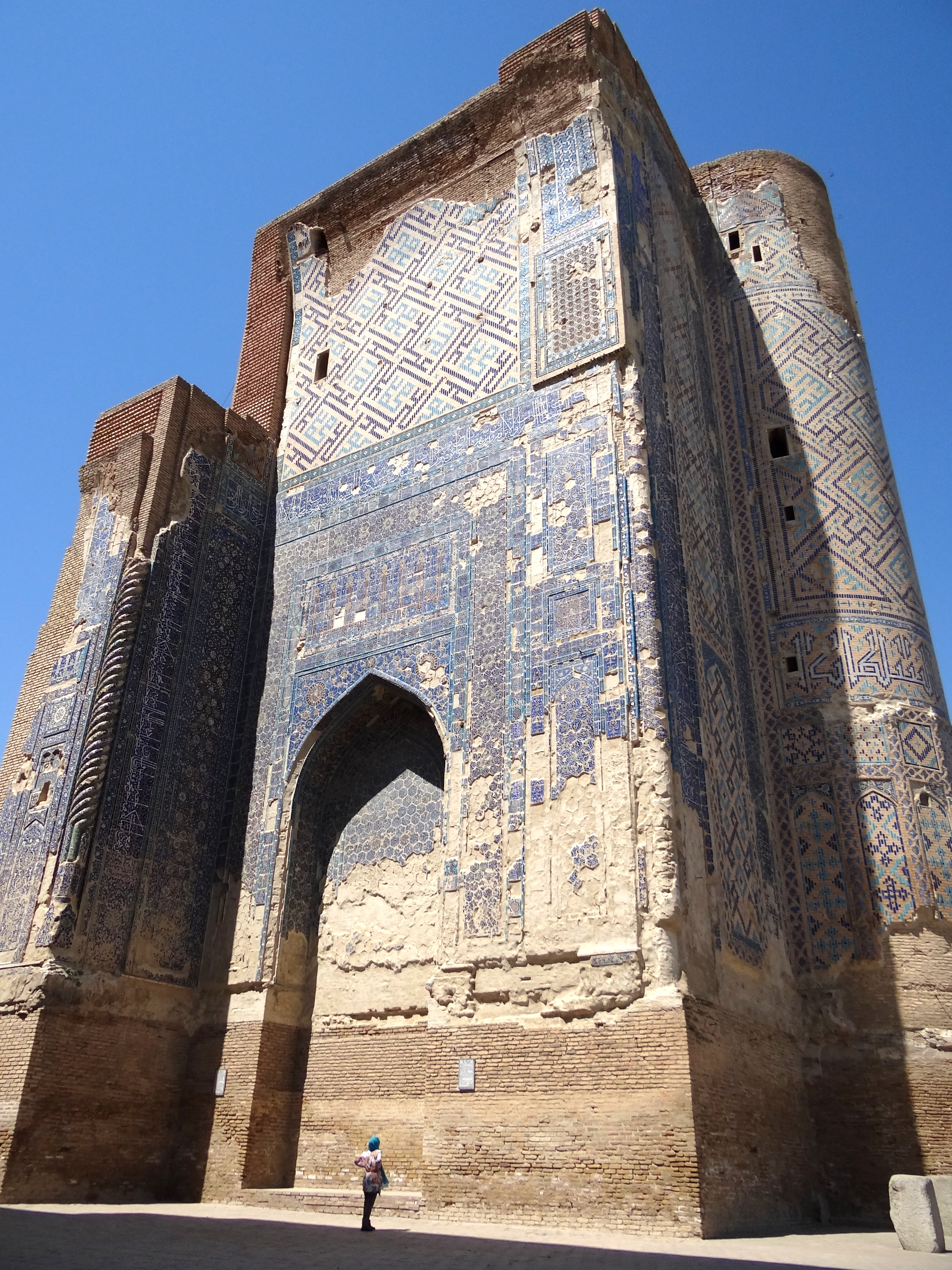
Vista parcial do portal do Aq-Saray
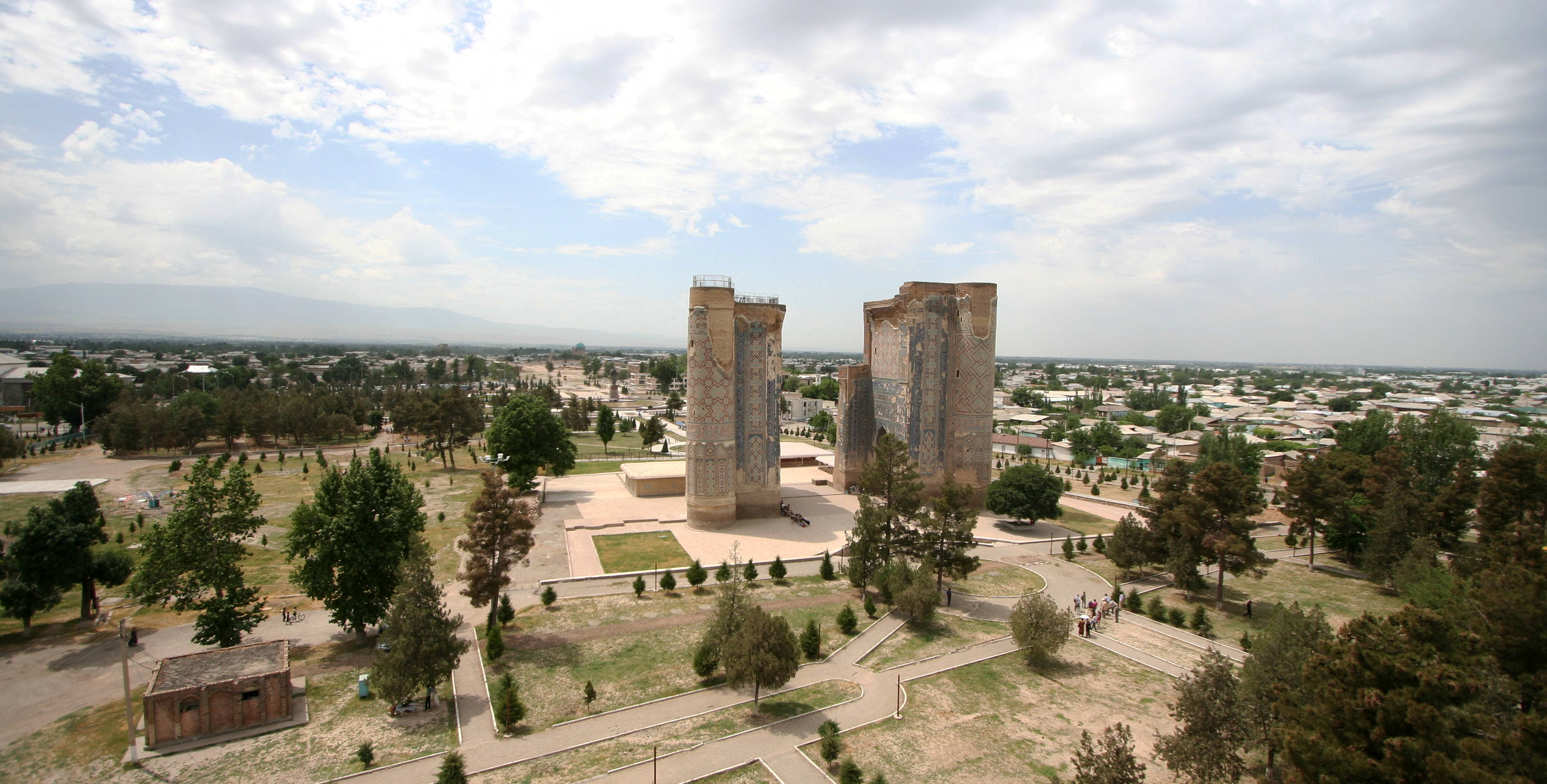
Aq-Saray
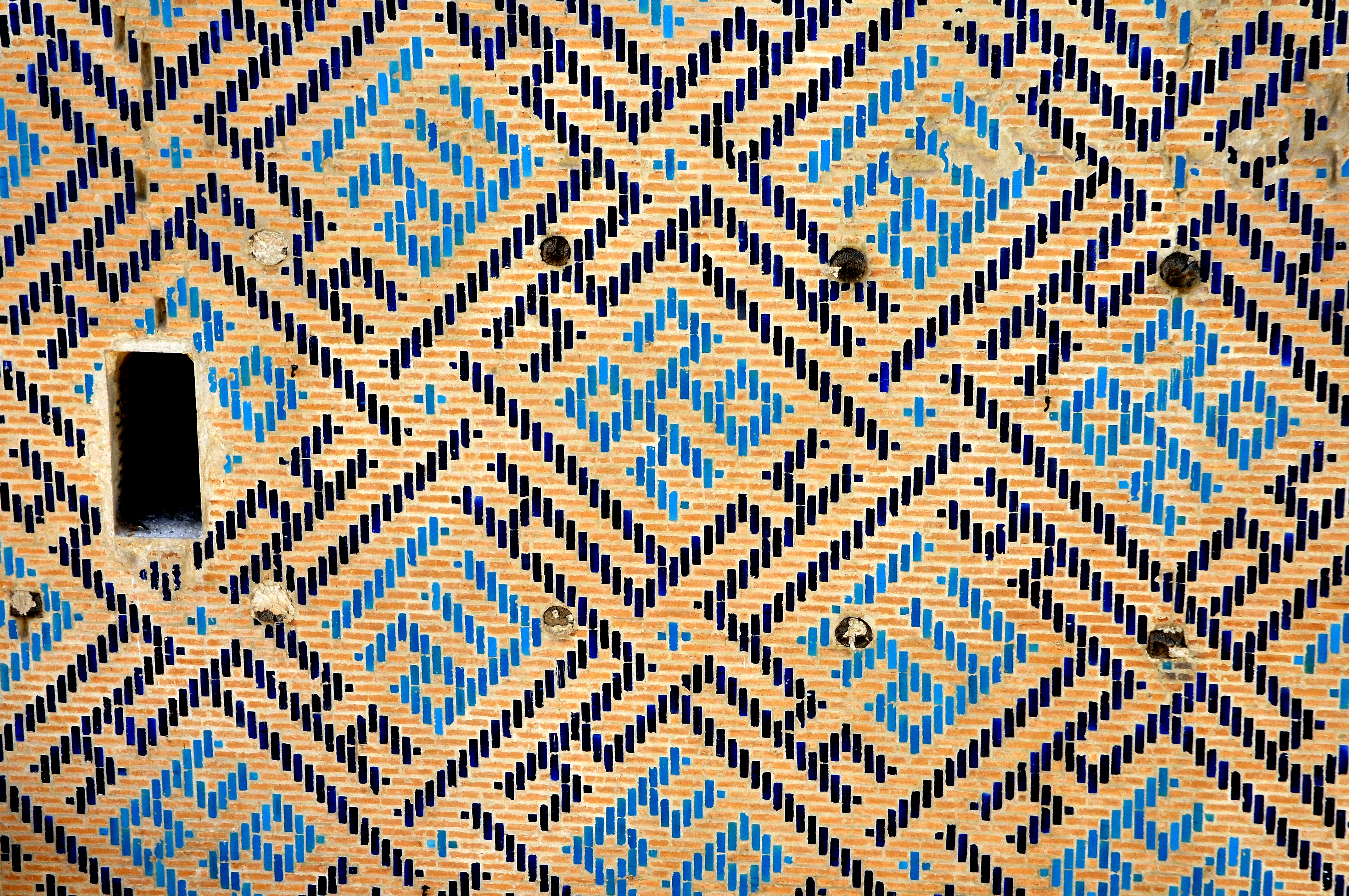
Azulejos com escritos em cúfico quadrado no Aq-Saray

### Dorut Tilovat
Dorut Tilovat ("local onde o Alcorão é recitado") é um conjunto de edifícios religiosos e funerários ligados à Dinastia Timúrida, na sua maior parte construídos nos séculos XIV e XV. O centro do complexo é o pátio da madraça que lhe dá o nome. Além da madraça propriamente dita, na qual se encontra o túmulo de Taragai, o pai de Tamerlão, o complexo inclui dois mausoléus (o do erudito sufista Shamsiddin Kulal e o Gumbazi-Sayidon) e a Mesquita Ko'k-Gumbaz. Entre Dorute Tilovate e Dor ussiyodat (outro conjunto de mausoléus situado a leste) há um antigo cemitério onde eram sepultados membros da aristocracia e do clero locais.
O conjunto tem origem numa madraça fundada por Shamsiddin Kulal (ou Kulyol), um proeminente professor sufista do século XIII originário de Bucara, que se diz ter convertido os clãs Chagatai aos islão. A madraça foi frequentada por filhos de muitas famílias nobres. Um dos murides (aluno ou noviço) da madraça foi o pai de Tamerlão, Taragai, que tinha uma grande estima por Shamsiddin, que considerava o seu mentor espiritual. Shamsiddin foi sepultado em Dorut Tilovat e o seu túmulo tornou-se rapidamente um local de reverência para os seus numerosos seguidores. O neto de Shamsiddin, seu homónimo e com o qual é frequente confundir-se, conhecido como Amir Kulal, foi o mentor espiritual de Tamerlão. Quando Taragai morreu, em 1356, Tamerlão pediu a Amir Kulal que Taragai fosse sepultado ao lado de Shamsiddin, mas o pedido foi recusado. Tamerlão pretendia associar o seu nome e a sua ascendência à famosa e respeitada linhagem de eruditos islâmicos de Bucara a que pertencia Amir Kulal. Além da proeminência que lhe advinha da sua ascendência, das suas obras como líder e estudioso sufista, Amir Kulal era o líder da poderosa tribo Kulal, que se considerava ser descendente de Maomé, o que lhe grangeava considerável influência junto de Tamerlão.[carece de fontes?]
O santuário/mausoléu existente atualmente é o resultado da reconstrução do túmulo de Shamsiddin Kulal e da madraça, ordenada por Tamerlão após a morte de Amir Kulal em 1370 ou 1371. O corpo do pai de Tamerlão foi trasladado para uma gurkhana (câmara funerária) construída numa das salas da madraça, que foi ampliada, o mesmo acontecendo com os edifícios adjacentes.[carece de fontes?] As obras, durante as quais o túmulo de Shamsiddin Kulal for coberto de lajes de ónix, terminaram em 1373 ou 1374, mas nos séculos seguintes houve várias reconstruções e ampliações.[carece de fontes?] A configuração monumental atual do mausoléu e a sua cúpula deve-se às obras posteriores ordenadas por Ulugh Beg, neto de Tamerlão.
A Mesquita Ko'k-Gumbaz ("cúpula azul"), também conhecida como Mesquita de Sexta-feira, foi construída em 1435 em homenagem a Xaruque Mirza (r. 1405–1447), o sucessor e filho de Tamerlão e pai de Ulugh Beg, no local onde antes existia uma mesquita caracânida. A sua cúpula original era maior do que a da Mesquita de Bibi Hanim em Samarcanda, mas colapsou no final do século XVIII, tendo sido reconstruída no século XX.
O Gumbazi-Sayidon ("Cúpula dos Saídes") foi construído por Ulugh Beg em 1437-1438, ao lado da parede sul do mausoléu de Shamsiddin Kulal. Destinava-se a ser um mausoléu (makbarat) dos membros do clã timúrida, mas aparentemente não chegou a ser usado com esse fim.[carece de fontes?] O seu nome deve-se ao facto de ao longo dos séculos XV, XVI e XVII terem sido para lá trasladadas várias lápides funerárias que estavam no cemitério vizinho, muitas delas com menções aos nomes dos saídes de Termez.

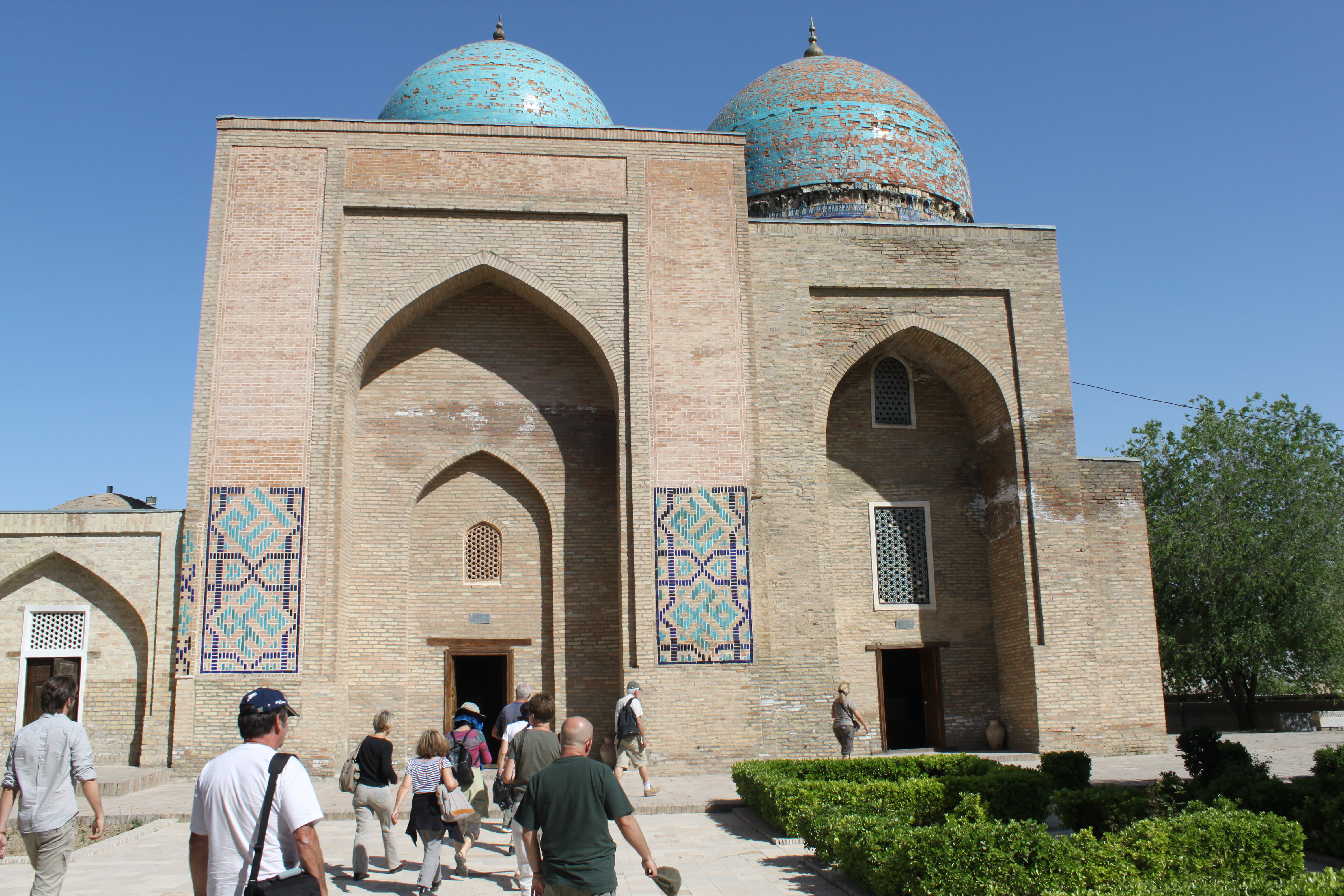
Gumbazi-Sayidon
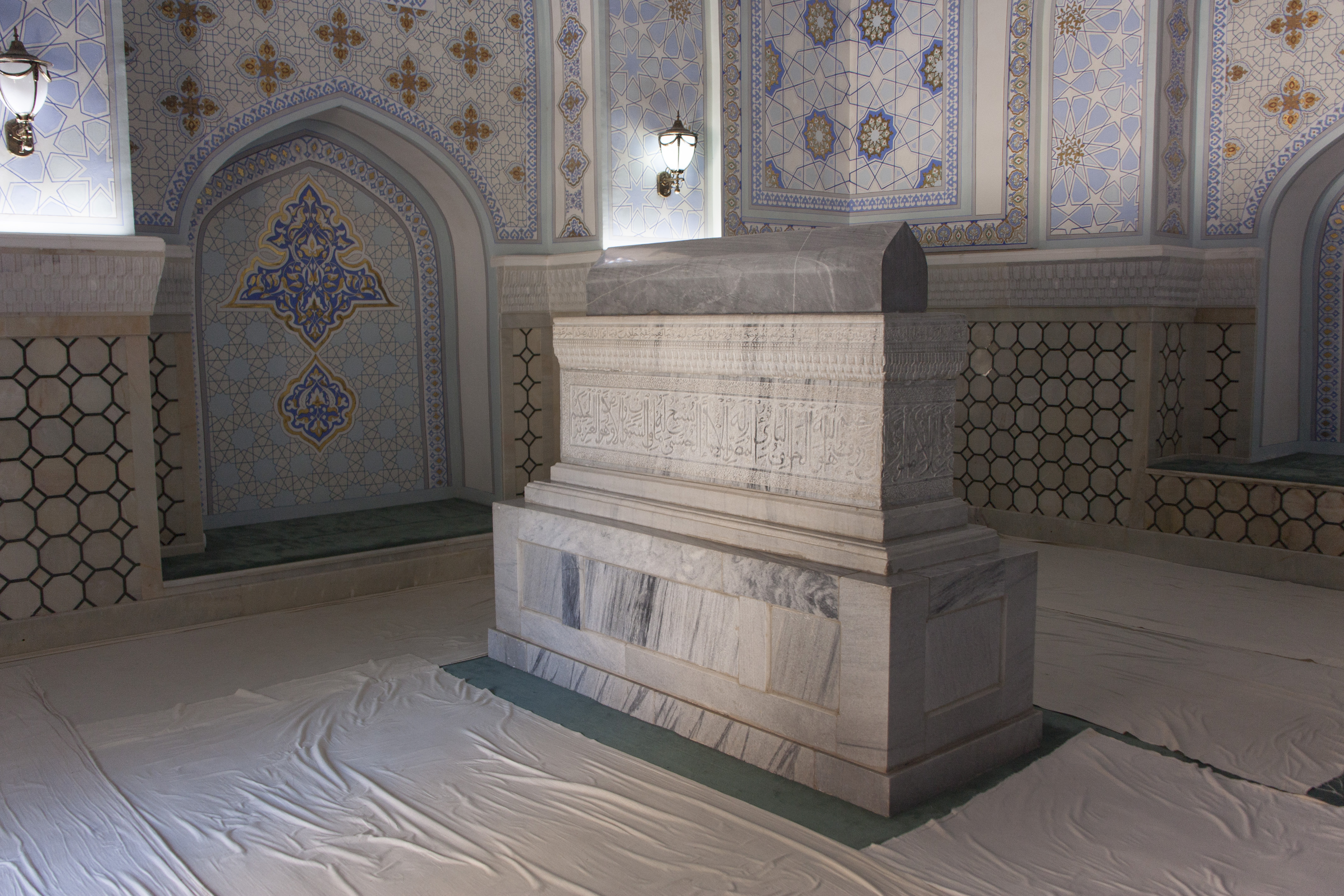
Túmulo de Shamseddin Kulal
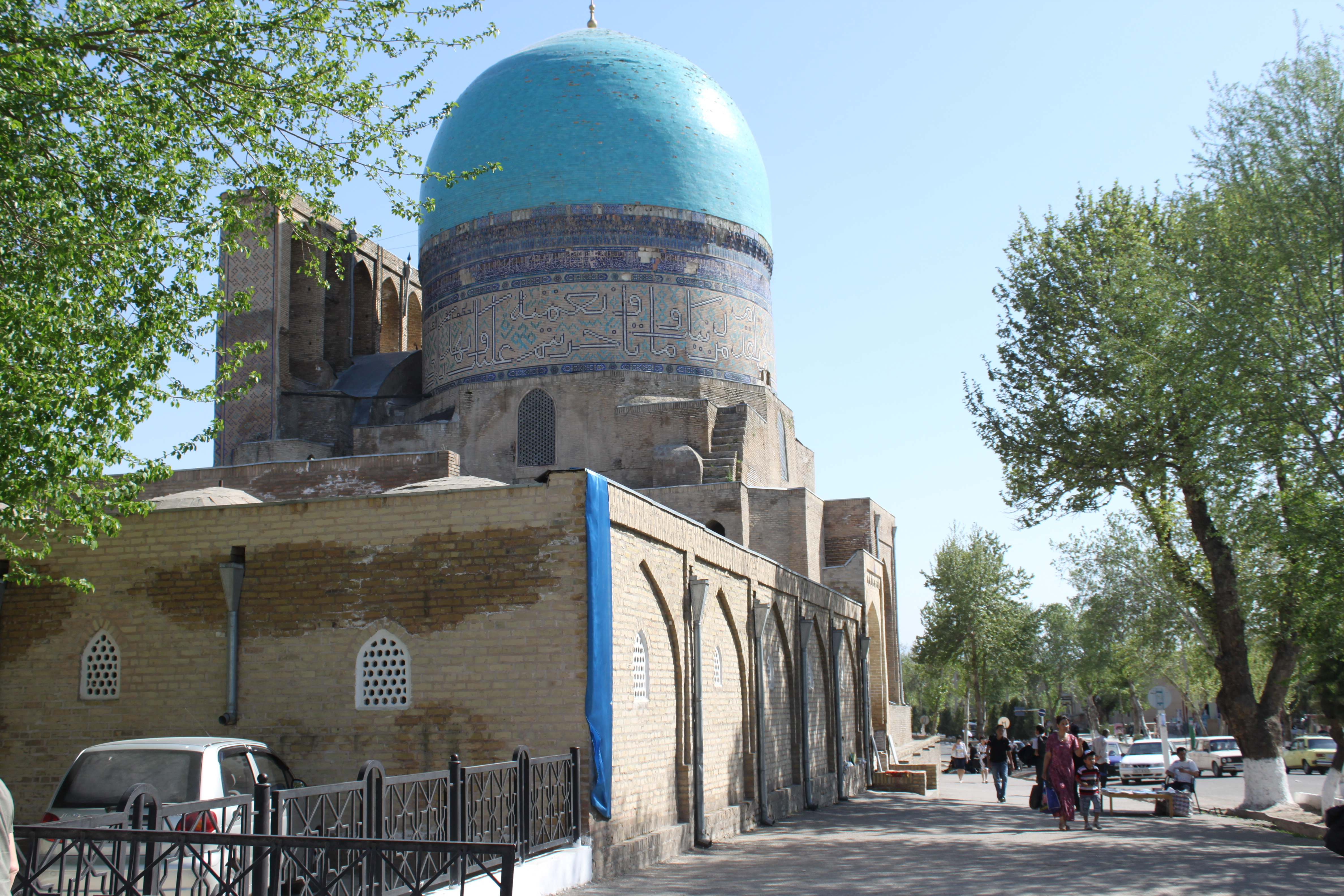
Mesquita Ko'k-Gumbaz
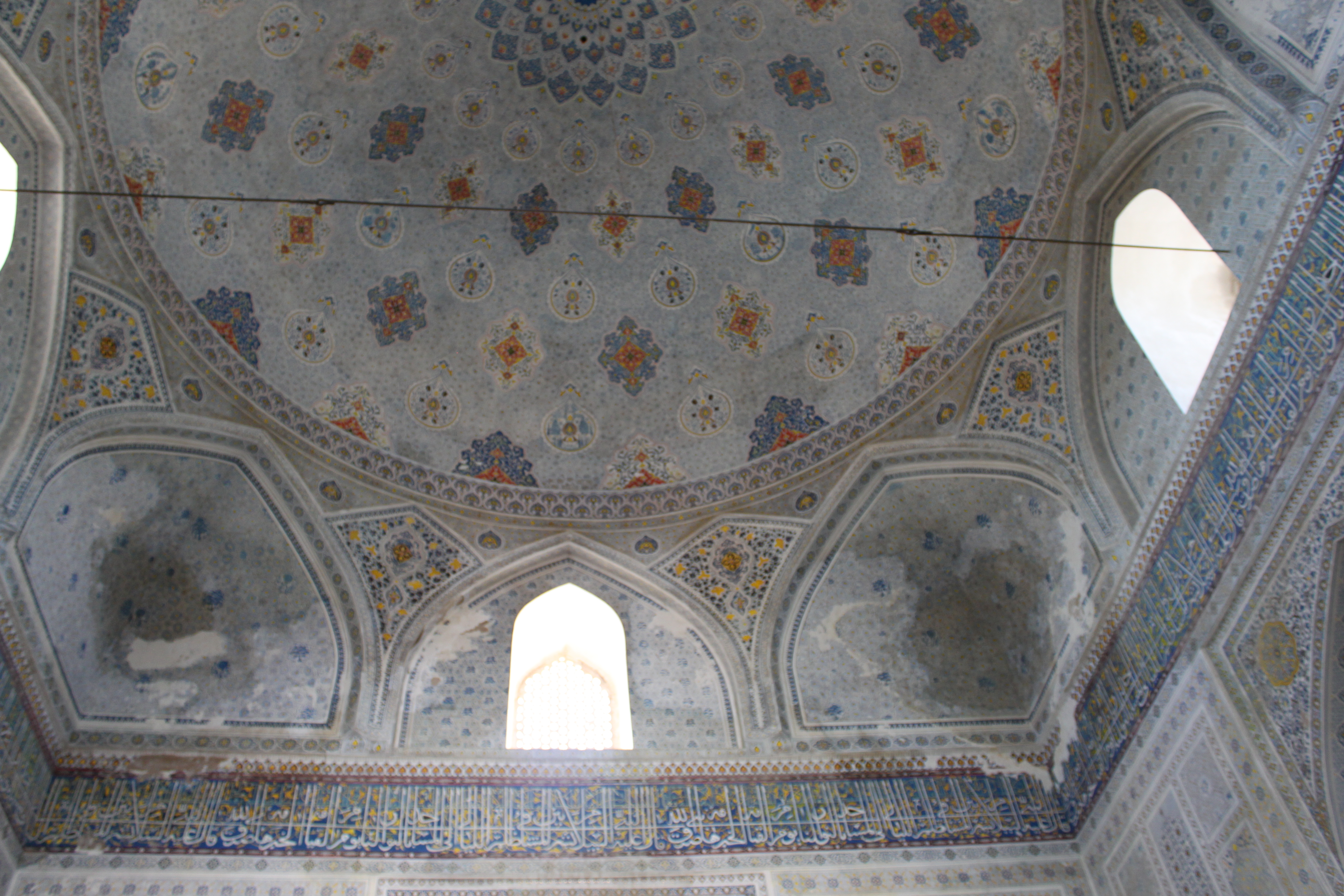
Interior da cúpula da Mesquita Ko'k-Gumbaz

### Dor ussiyodat
Este conjunto arquitetónico, cujo nome significa algo semelhante a "sede do poder" e também é grafado como Dorus Saodat e Dor as-Siadat, foi construído por Tamerlão, supostamente para ser o panteão da sua dinastia. Também é conhecido como complexo de Hazrat-i Imam. Grande parte do complexo está arruinado, mas estima-se que o perímetro do edifício principal fosse originalmente cerca de 70 por 90 metros. Atualmente é constituído pelo mausoléu de Jahangir, a cripta de Tamerlão e a Mesquita Hazrat-i Imam. A entrada monumental era flanqueada por duas torres. A do lado esquerdo é o mausoléu de Jahangir e na da direita, que foi destruída, encontrava-se o túmulo do seu irmão Umar Shaikh.[carece de fontes?] Os edifícios do complexo foram destruídos pelas tropas do soberano xaibânida Abedalá Cã II na segunda metade do século XVI e o único que não está completamente em ruínas é o mausoléu de Jahangir.
O mausoléu de Jahangir foi mandado construir por Tamerlão sete anos depois da morte daquele que era o seu filho primogénito, que morreu em 1376, quando tinha 20 ou 22 anos. É um edifício em forma de tambor com 16 lados que é coberto por uma cúpula cónica. O segundo filho de Tamerlão, Umar Shaikh, morto em 1393 durante um cerco à fortaleza de Kurd, no Irão, também esteve sepultado em Dor ussiyodat. Foi construído após a morte do filho primogénito de Tamerlão, Jahangir, em 1376, aos 20 ou 22 anos. Sete anos após a morte de Jahangir, Tamerlão mandou construir um mausoléu para o filho. O túmulo que estava destinado a Tamerlão está vazio, pois o monarca foi sepultado no Gur-Emir de Samarcanda. A cripta onde se encontra o sarcófago de mármore destinado ao soberano foi descoberta por arqueólogos soviéticos em 1943. Estranhamente, foram encontrados dois corpos no túmulo, um dum homem e outro duma mulher, os quais ainda não foram identificados.[carece de fontes?]
A Mesquita do Imã Cazerati (Khazrati ou Hazrat-i) foi erigida junto ao mausoléu de Jahangir em meados do século XIX. Tem várias salas, uma delas com uma cúpula, e um belo aivã (varanda) de madeira. Segundo algumas fontes, deve o seu nome ao imã Cazerati (ou Hazrat-i), um religioso muçulmano do século VIII cujo corpo foi levado de Bagdade para Xacrisabez por Tamerlão, mas segundo outras fontes o seu nome não se deve a ninguém em particular, embora uma inscrição nas portas a possa ligar a Abu Abedalá Maomé ibne Nácer Alquexi (Abu Abdallah Muhammad ibn Nasr al Keshi), um santo local do século IX.

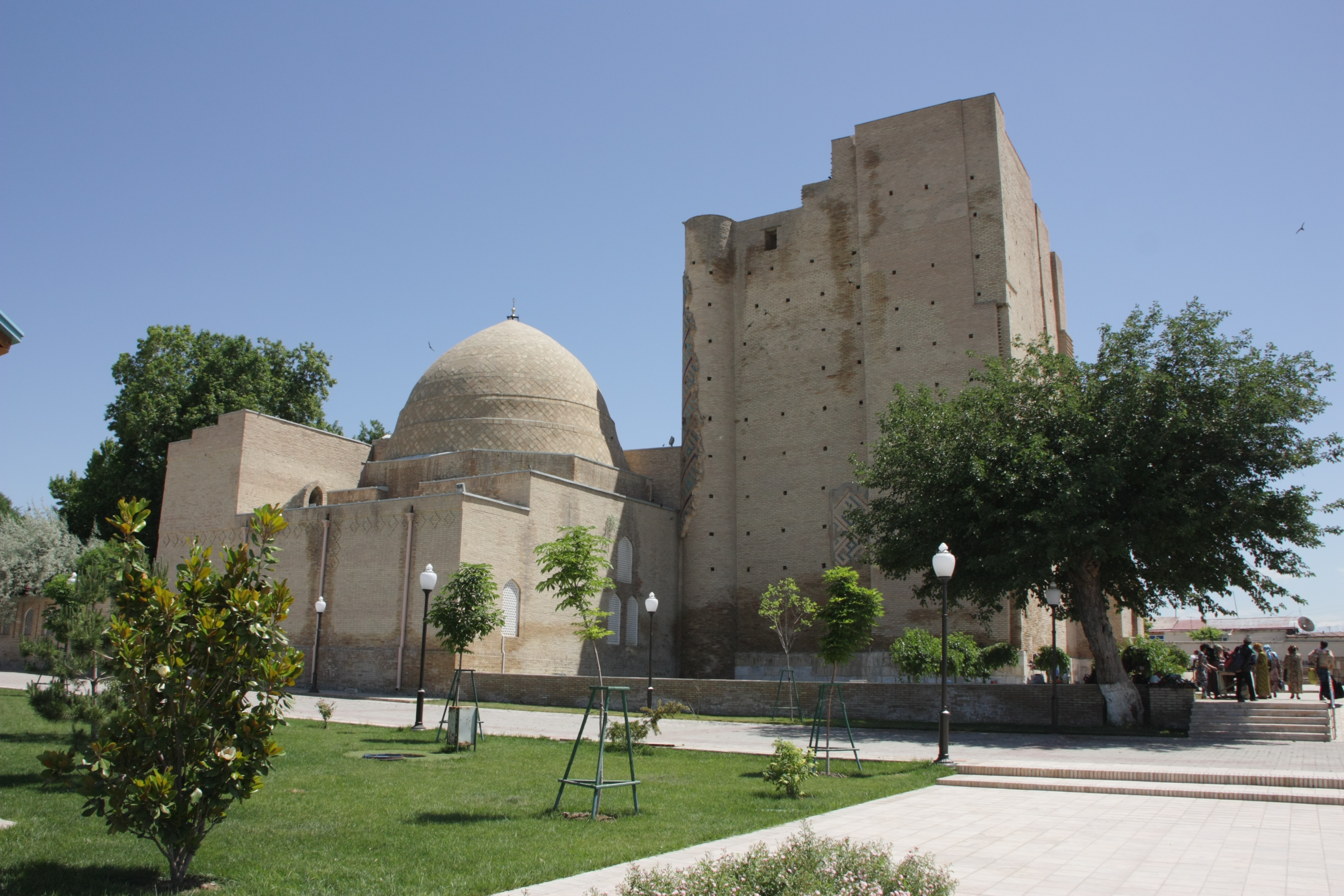
Mausoléu de Jahangir
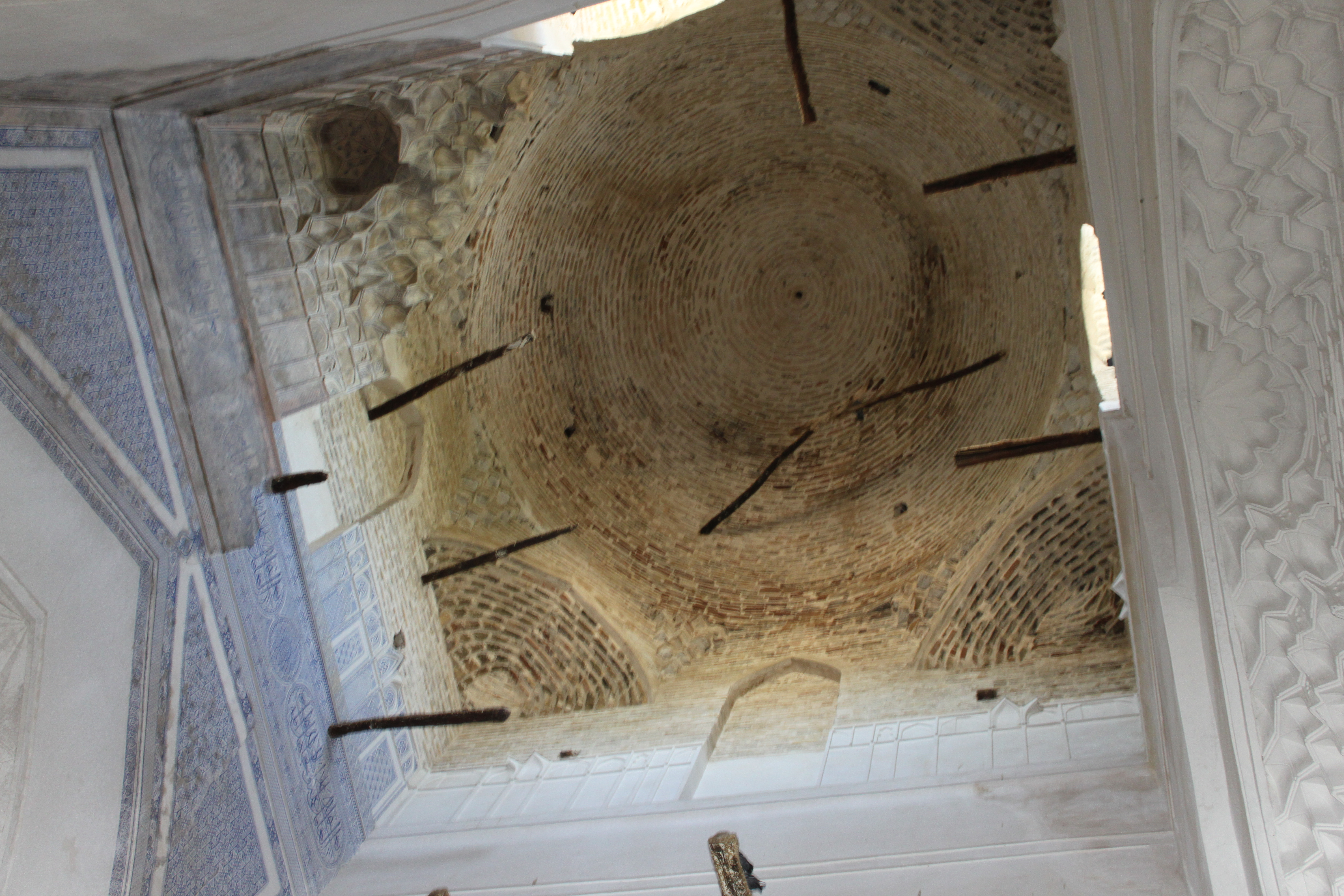
Mausoléu de Jahangir
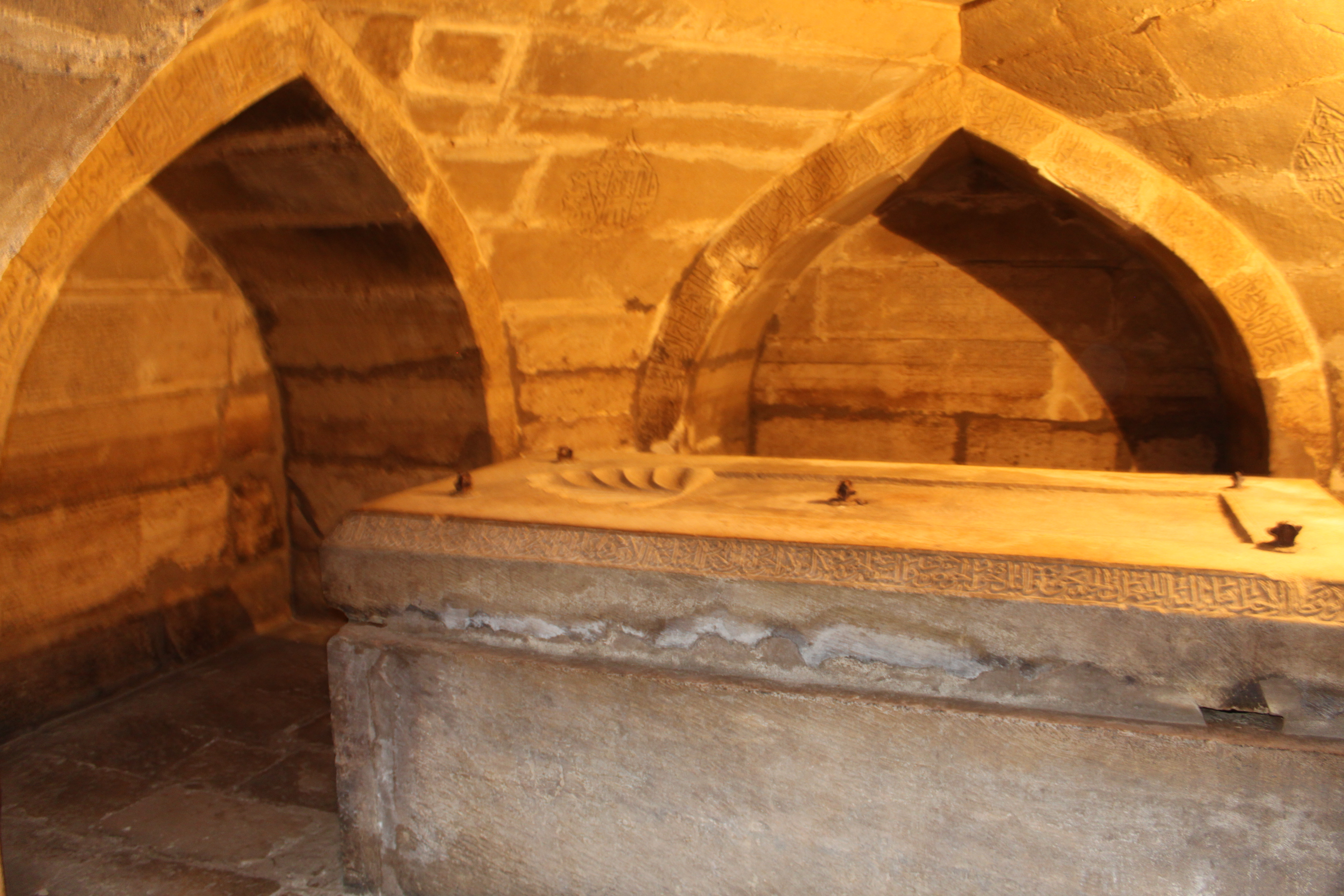
Cripta de Tamerlão
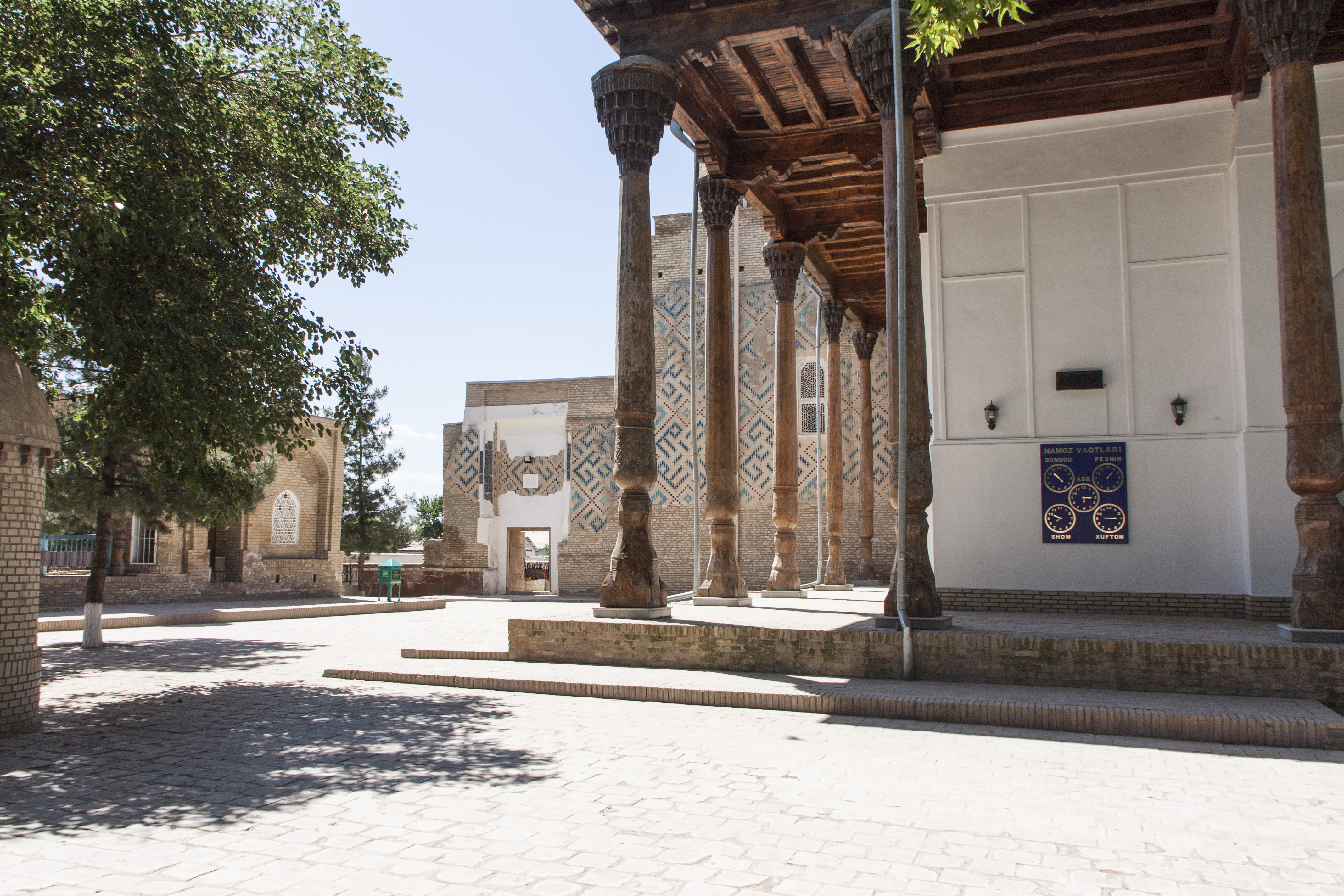
Mesquita Hazrat-i Imam